# George Mills
George Robert Mills (Deptford, 29 dicembre 1908 – Torquay, 15 luglio 1970) è stato un calciatore britannico, che ha giocato come attaccante nel Chelsea.

## Carriera
Cresciuto nelle giovanili del Bromley, Mills è stato acquistato dal Chelsea nel 1929, disputando con esso ogni sua partita da professionista. In 239 partite totali, ha segnato ben 125 gol, confermandosi un buon attaccante. Nonostante le lusinghe di società all'epoca più forti della sua, egli decise di rimanere sempre nelle file dei Blues.
Nella sua stagione da debuttante, realizzò 14 reti in 20 incontri, contribuendo considerevolmente alla promozione della squadra in First Division. La sua annata migliore fu quella 1936-1937, nella quale totalizzò 22 marcature in 32 match. Grazie alle sue performance, fu chiamato in nazionale, con la quale disputò e vinse solo tre partite, segnando complessivamente tre gol, tutti nel 5-1 del 23 ottobre 1937 contro l'Irlanda del Nord.
Mills fu il primo giocatore del Chelsea ad aver segnato più di 100 gol nel campionato, e tuttora occupa il settimo posto nella classifica dei migliori marcatori del club. È stato inoltre l'ultimo membro dei Blues ad aver segnato 5 gol contro il Liverpool in una sola partita, terminata 6-1 (agosto 1937). Dopo il ritiro dal professionismo, divenne membro dello staff del club a cui aveva dato tanto nella sua carriera.